# Blacksjön, Västerbotten
Blacksjön är en sjö i Skellefteå kommun i Västerbotten och ingår i Bureälven-Mångbyåns kustområde. Sjön har en area på 0,277 kvadratkilometer och ligger 7 meter över havet.

## Delavrinningsområde
Blacksjön ingår i det delavrinningsområde (715086-176984) som SMHI kallar för Rinner mot Blackefjärden. Medelhöjden är 17 meter över havet och ytan är 12,13 kvadratkilometer. Det finns inga avrinningsområden uppströms utan avrinningsområdet är högsta punkten. Avrinningsområdets utflöde mynnar i havet, utan att ha någon enskild mynningsplats. Avrinningsområdet består mestadels av skog (88 procent). Avrinningsområdet har 0,27 kvadratkilometer vattenytor vilket ger det en sjöprocent på 2,3 procent.